# Jan Rabek

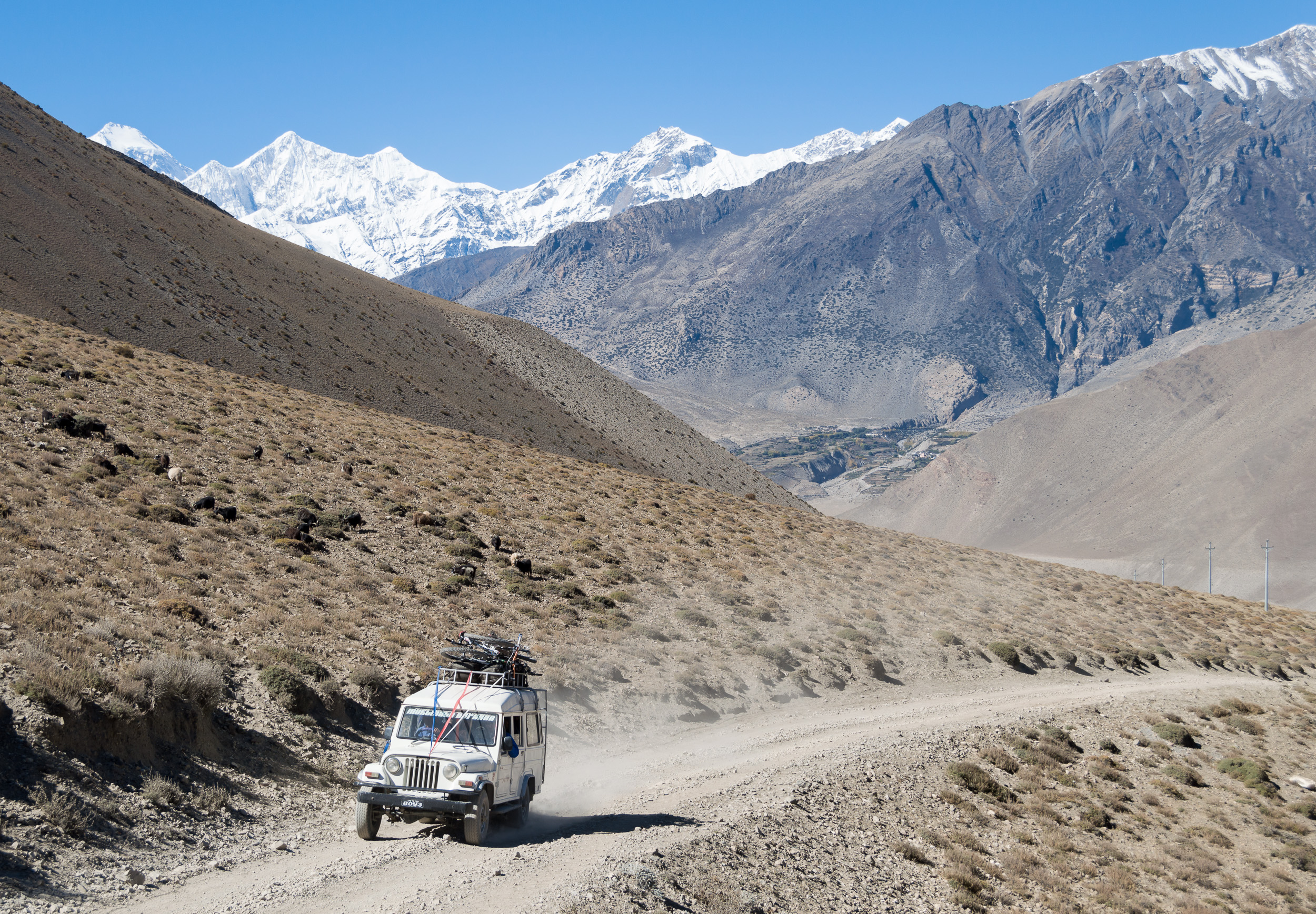
Na drodze do Muktinath w Nepalu. Z lewej szczyt Dhaulagiri (8167 m), w dolinie rzeki Kali Gandaki miejscowość Kagbeni,

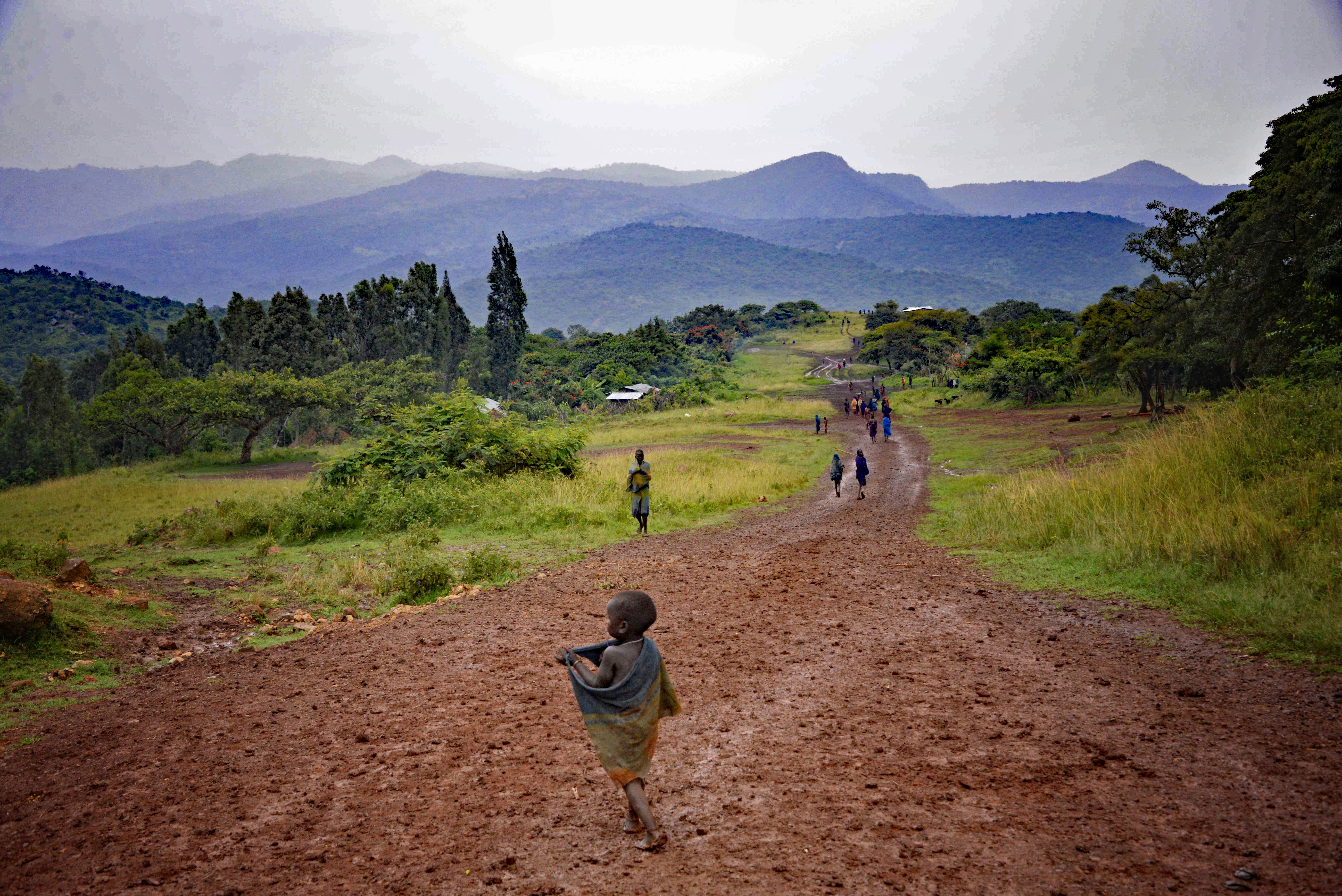
Droga do wioski Tulgit zamieszkałej przez pasterski lud Surma w dolinie rzeki Omo w południowo-zachodniej Etiopii,

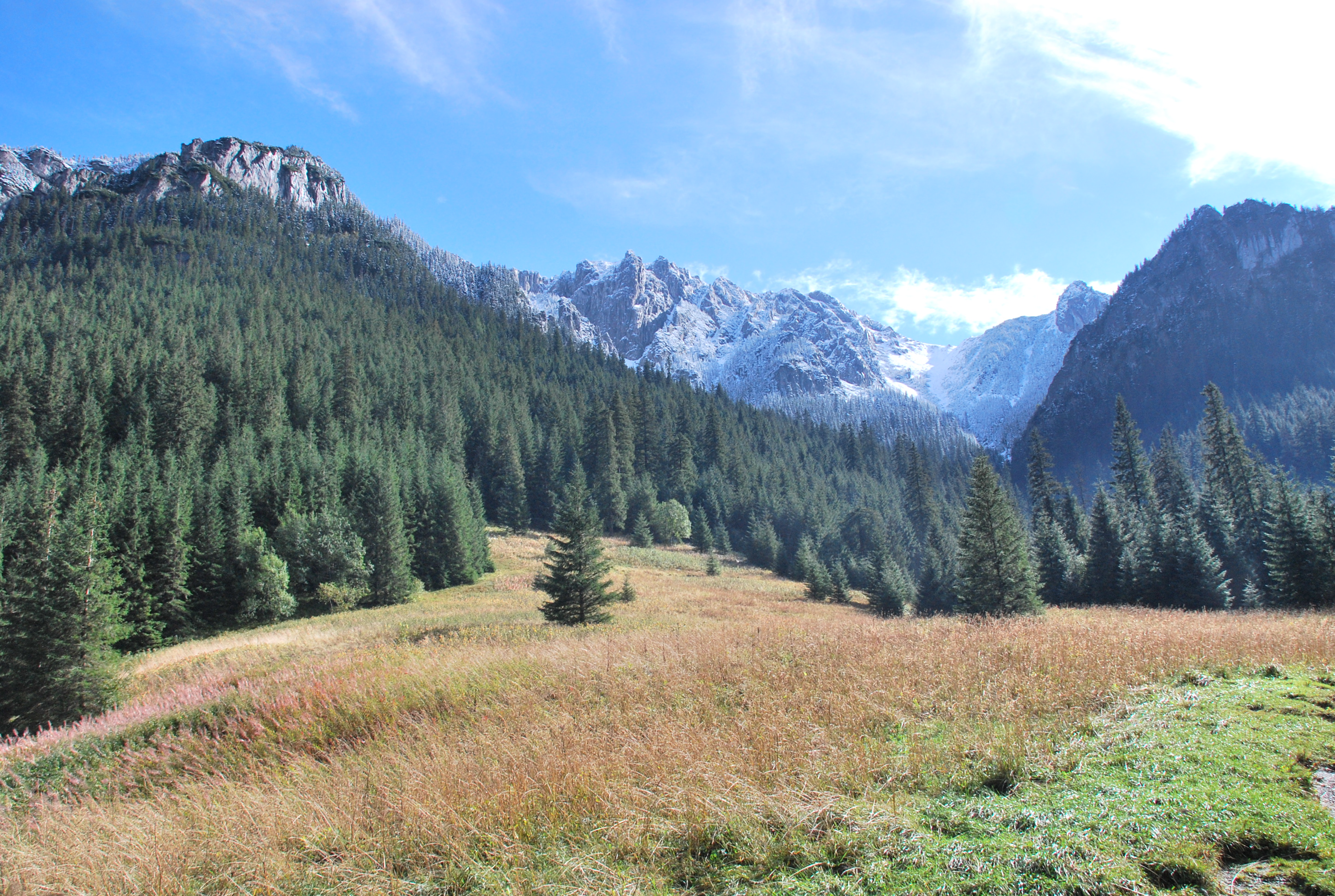
Główny otwór Jaskini Czarnej znajduje się na wysokości około 1300 m w skałach Organów, z lewej, powyżej lasu. Widok z Polany Pisanej w Tatrach Zachodnich,

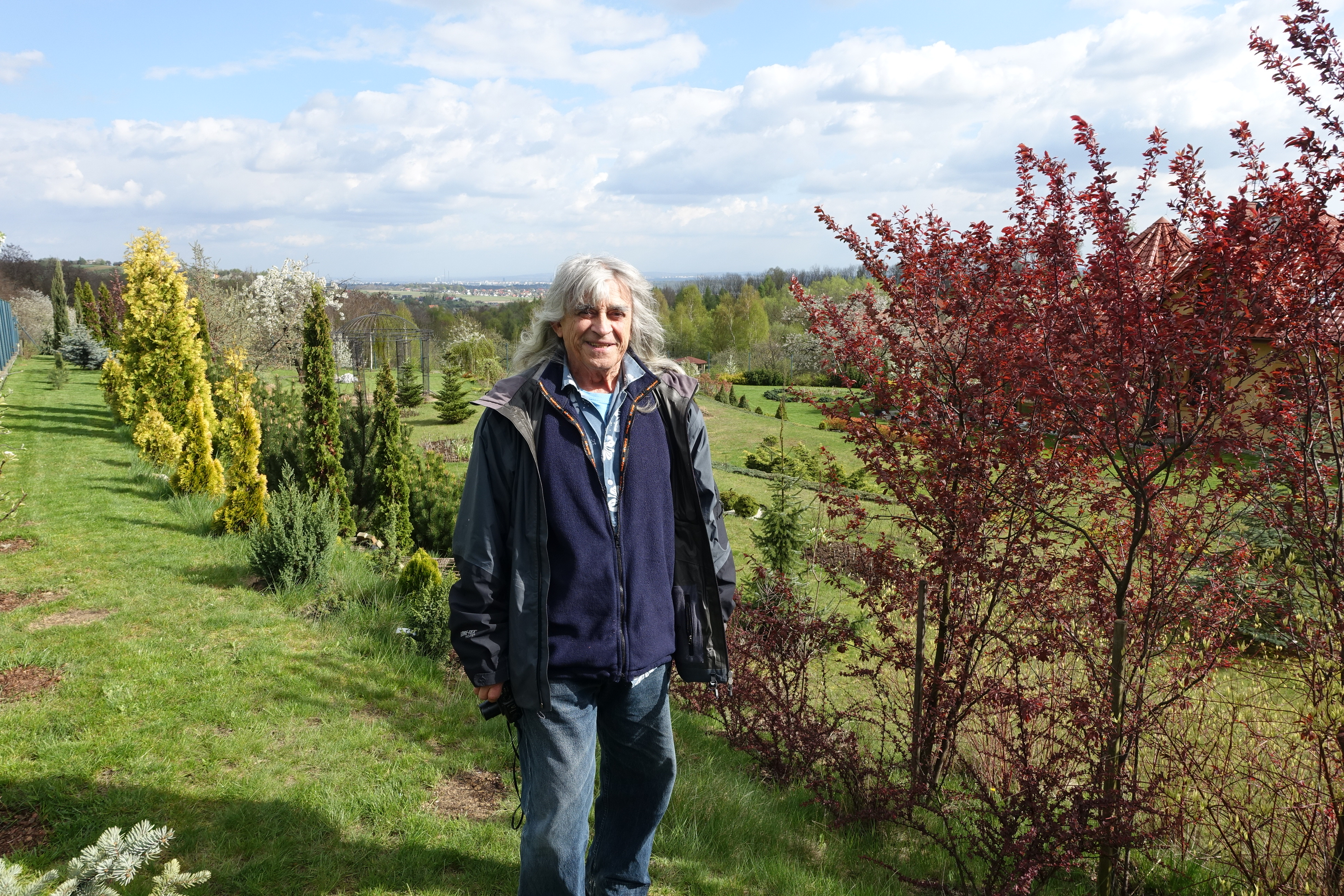
Janusz Rabek nad Doliną Kluczwody na zboczu Jury w Dolinkach Krakowskich, 2016,

Jan Feliks Rabek (ur. 13 listopada 1935 w Mościcach) – polski chemik polimerów, profesor, związany naukowo z Polską i Szwecją, także podróżnik i grotołaz.

## Życiorys

### Działalność naukowa
W 1958 ukończył studia na Politechnice Wrocławskiej w zakresie technologii tworzyw sztucznych. Dyplom doktora uzyskał w 1964 w Politechnice Wrocławskiej na podstawie pracy Badania wpływu chloronitrozwiązków jako sensybilizatorów fotodegradacji polimerów dienowych wobec promieniowania widzialnego (promotor: prof. Eligia Turska-Kuśmierz). Habilitował się na Politechnice Śląskiej i otrzymał stopień naukowy docenta w 1967 na podstawie rozprawy Badanie wpływu sensybilizującego niektórych związków organicznych na przebieg fotodegradacji kauczuku naturalnego (Hevea) w roztworze wobec promieniowania widzialnego.
W tym samym roku rozpoczął roczny staż naukowy pod kierownictwem prof. Stiga Cleassona w Instytucie Chemii Fizycznej Uniwersytetu w Uppsali. W latach 1971–1991 pracował w Royal Institute of Technology w Sztokholmie, gdzie uzyskał stopień profesorski. Od 1991 pracował jako profesor wizytujący w Karolinska Institute kierując grupą badań polimerów. Przeszedł w Szwecji na emeryturę w 2000 i podjął pracę na Wydziale Technologii i Inżynierii Chemicznej Akademii Techniczno-Rolniczej w Bydgoszczy (od 2021 Politechniki Bydgoskiej im. Jana i Jędrzeja Śniadeckich). W 2001 otrzymał polski tytuł profesora nauk chemicznych.
Jest autorem 14 książek z zakresu chemii i fotochemii polimerów oraz ponad 250 publikacji oryginalnych i przeglądowych w czasopismach naukowych. W 1977 wydał dla Politechniki Wrocławskiej podręcznik Podstawy fizykochemii polimerów. Prowadził badania degradacji i stabilizacji polimerów oraz polimeryzacji dla zastosowań w medycynie. Był redaktorem szeregu międzynarodowych monografii o właściwościach materiałów polimerowych, zastosowaniu laserów oraz fotoutwardzaniu w technologii polimerów, a także fotochemii i fotofizyki. Był także autorem wielu międzynarodowych podręczników akademickich. W 2006 posiadał ponad 1800 cytowań. 
W języku polskim wydał w PWN w 2013 podręcznik akademicki chemii polimerów, a w 2017 dwutomową monografię o technologii i zastosowaniu polimerów. W 2023 PWN wydało dwutomową monografię Biopolimery jego autorstwa. Ukazały się recenzje tej obszernej publikacji. Podczas Międzynarodowych Targów Książki w Warszawie w 2023 tom pierwszy Biopolimerów otrzymał wyróżnienie Rektora Politechniki Warszawskiej. 

... wykonał tytaniczną pracę ... Wykazał się przy tym olbrzymią erudycją w dziedzinach pokrewnych, zwłaszcza w zakresie fizykochemicznych metod analizy. W wyniku tego powstała potężna „encyklopedia” biopolimerów ...

W 2002 został wybrany zagranicznym akademikiem Akademii Nauk Wyższej Szkoły Ukrainy. Z okazji 70-lecia urodzin, specjalna sesja poświęcona fotochemii polimerów odbyła się z jego udziałem na Politechnice Wrocławskiej we wrześniu 2005. W 2010 otrzymał Odznakę Wyróżnionego Absolwenta Politechniki Wrocławskiej. Z okazji jubileuszu 85-lecia jego urodzin w 2020 przypomniano, że „inspirował nowe kierunki badań oraz wspomagał rozwój naukowy pracowników naukowych uczelni macierzystej i wielu innych uczelni w Polsce”.

### Inne informacje

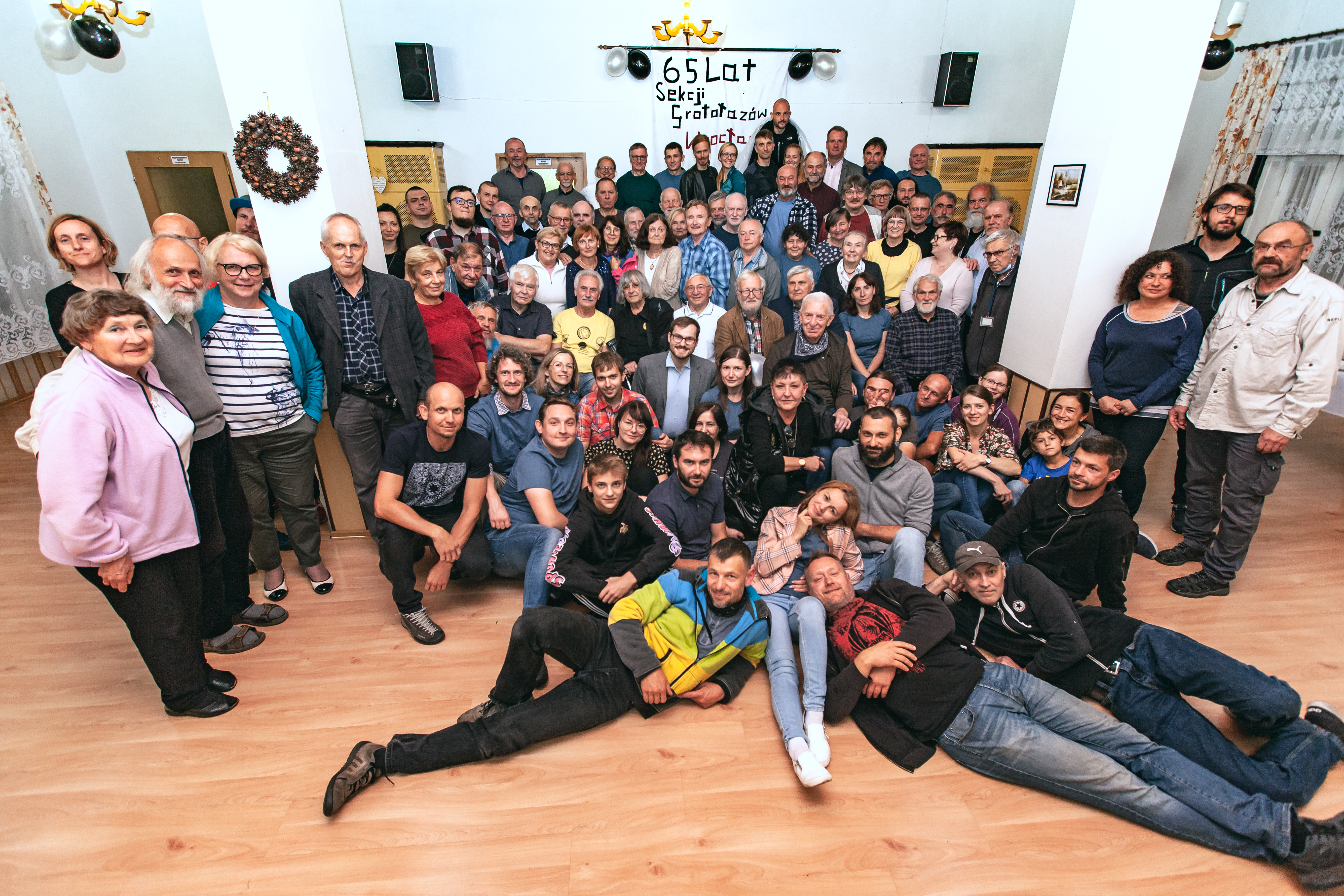
Jubileusz 65-lecia Sekcji Grotołazów Wrocław w Międzygórzu, 18 września 2021. Założyciel Sekcji, Janusz Rabek – w środku grupy (siedzi w czarnej bluzie). Jubileusz był obchodzony o rok później z powodu pandemii COVID-19

Jest podróżnikiem. Odwiedził ponad 100 krajów. Organizował lub uczestniczył w długodystansowych wyprawach samochodowych (m.in. w Islandii, Afryce Północnej i Środkowej, Chile, Nowej Zelandii i Australii, Chinach, Mongolii i Indiach), najczęściej własnym Land Roverem (rocznik 1968). W 1973 przejechał 25 tysięcy km ze Sztokholmu do Nepalu. Przejechał odcinkami Afrykę od Egiptu do Afryki Południowej. Brał także udział w trekkingach (m.in. w Afryce, Ameryce Południowej, USA i na Grenlandii oraz w górach wysokich w Himalajach, Karakorum i Kaukazie). Przebył szlak Marco Polo od Samarkandy do Pekinu.
Był współzałożycielem w 1955, razem z Teresą Janasz, wrocławskiej Sekcji Grotołazów. Kierował lub uczestniczył w licznych wyprawach jaskiniowych. W 1961 razem z Januszem Fereńskim i Romanem Bebakiem odkrył Jaskinię Czarną, a także Jaskinię Psią. W 1964 był współzałożycielem Sekcji Speleologicznej Polskiego Towarzystwa Przyrodników im. Kopernika, której pierwszym przewodniczącym został Kazimierz Kowalski.
Jest synem profesora Tadeusza Ignacego Rabka (1904–1965), chemika.